# Béla I. (Ungarn)

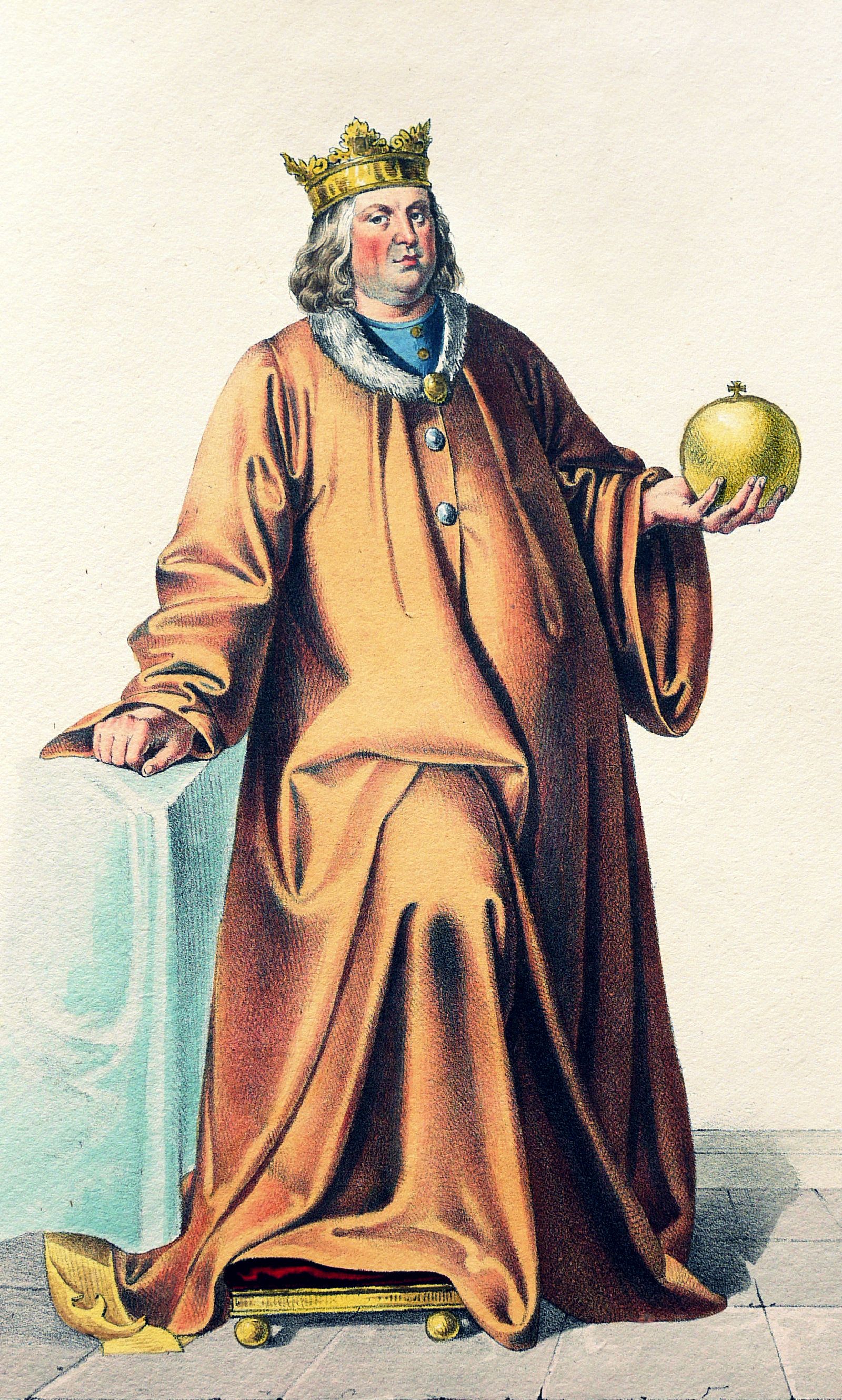
Béla I., Lithographie von Josef Kriehuber nach einer Zeichnung von Moritz von Schwind, ca. 1828

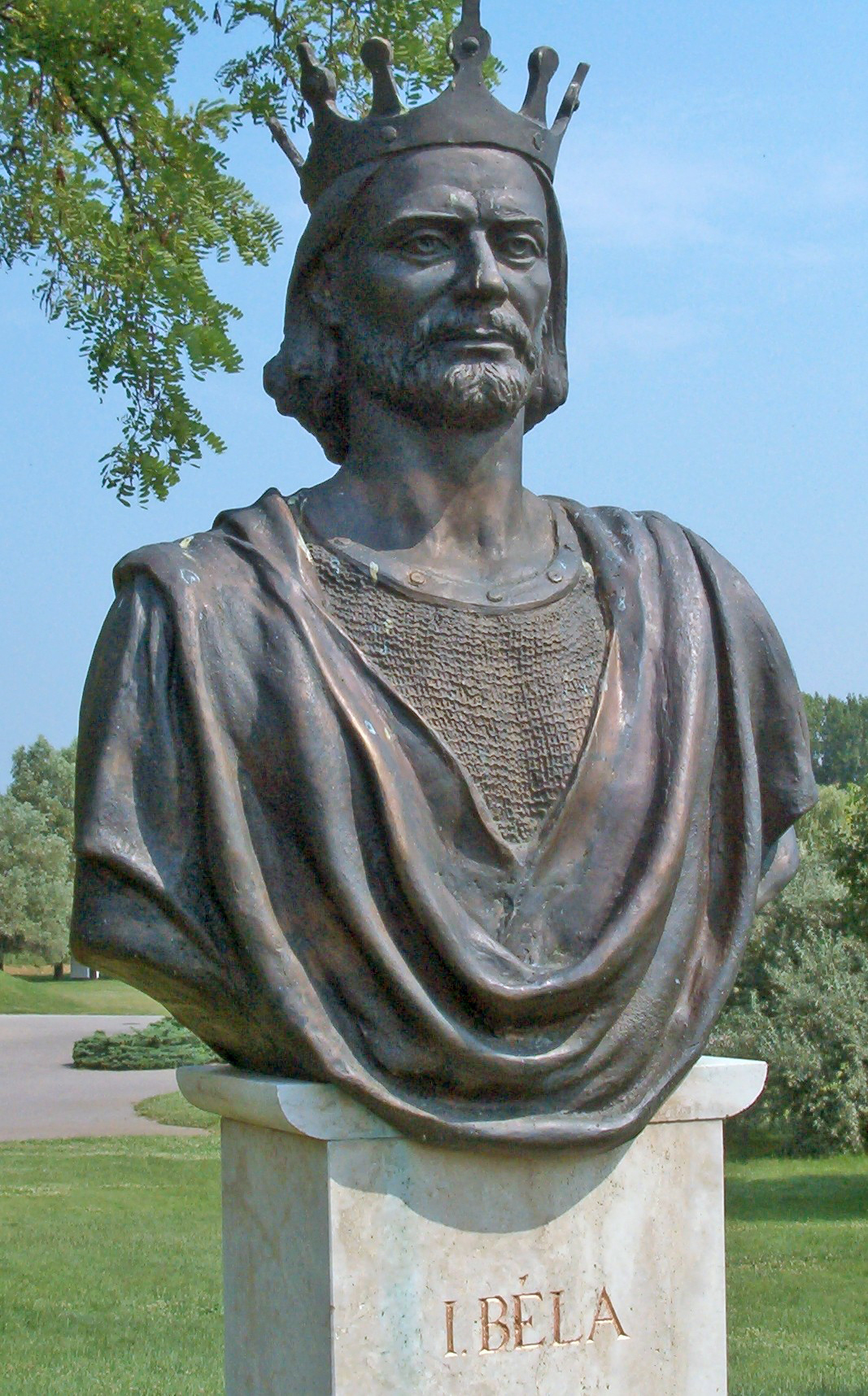
Büste von Béla I., Freilichtmuseum Ópusztaszer

Béla I. (* um 1015/20; † 1063) aus dem Geschlecht der Árpáden war Herzog des Herzogtums Nitra (1048 bis 1060) und König von Ungarn (1060 bis 1063). Béla war ein Bruder seines Vorgängers Andreas I.

## Leben
Um 1045 herum lebte Béla in Polen, wo er eine Schwester des Fürsten Kasimir heiratete und an der Festigung der innerpolnischen Herrschaft Kasimirs mitwirkte. 1050 erhielt er als potenzieller Nachfolger von Andreas I. das Fürstentum Nitra.
1057 ließ Andreas I. seinen Sohn und Bélas Neffen Salomon zum König krönen. Béla sah darin einen Bruch der Erbfolge nach dem Senioratsprinzip und beanspruchte den Thron für sich. Mit Hilfe polnischer Truppen schlug er in zwei Schlachten das ungarische Heer, das durch deutsche Kontingente verstärkt worden war. Da Andreas auf der Flucht starb, übernahm Béla 1060 oder 1061 die ungarische Krone. Salomon blieb aber Gegenkönig und fand Zuflucht im Heiligen Römischen Reich.
Béla versuchte nun, seine Herrschaft zu festigen. Dazu berief er einen Landtag ein, dem aus jedem Dorf die beiden Ältesten angehörten. Allerdings blieb diese Versammlung weitgehend einflusslos, weil die Ältesten von Béla die Rückkehr zum Heidentum forderten, was dieser nicht zuerkennen wollte. Dieser Konflikt führte zu Tumulten, so dass Béla den Landtag gewaltsam auflösen ließ. Dieser Vorfall deutet darauf hin, dass die Christianisierung in der ungarischen Adelsschicht bereits weit, im einfachen Volk aber kaum vorangeschritten war. Zudem kam es gleichzeitig zu einem heidnischen Aufstand in der Theiß-Region.
Béla starb 1063, als sein hölzerner Thron unter ihm zusammenbrach. Die dynastischen Kämpfe gingen weiter, da seine Söhne Géza und Ladislaus den Thron ebenso beanspruchten wie der vertriebene Salomon, der 1063 mit deutscher Hilfe nach Ungarn zurückkehrte und die Krone übernahm.

## Familie
Bela war mit einer Tochter König Mieskos II. von Polen verheiratet, die traditionell Ryksa genannt wird. Historisch strittig ist eine zweite Ehe mit Tuta von Formbach.
Nachkommen:
- Géza I. (* 1044/45, † 1077), König von Ungarn (1074–77)
- Ladislaus I., der Heilige (* 1048, † 1095), König von Ungarn (1077–95)
- Jelena die Schöne († 1095), ⚭ König Zvonimir von Kroatien
- eine Tochter, ⚭ Graf Lambert von Hontpázmány
- Euphemia († 1111), ⚭ Fürst Otto I. von Mähren
- Lambert († 1095), Herzog in Südungarn
- Sophia († 1095), 1. ⚭ Ulrich I., Markgraf von Krain, 2. ⚭ Magnus, Herzog von Sachsen